# Васильев, Борис Фёдорович (кораблестроитель)
Борис Фёдорович Васильев (1917—1996) — инженер-кораблестроитель, капитан 1 ранга, создатель атомных подводных крейсеров ВМФ России.

## Биография
Родился 17 мая 1917 года в г. Ленинграде.
В 1940 году окончил Ленинградский кораблестроительный институт (ЛКИ) с присвоением квалификации инженер-механика. Во время учёбы он был зачислен на военную службу (1939). В составе лыжного батальона участвовал в Советско-финской войне 1939—1940 гг. В 1941 году окончил курсы инженер-механиков ВМФ.
В годы Великой Отечественной войны Б. Ф. Васильев воевал на Ленинградском фронте в составе морской пехоты, был командиром взвода истребителей танков (Лужский рубеж обороны) и командиром роты автоматчиков (плацдарм на Синявинских болотах). После прорыва блокады Ленинграда в 1944 году — был отозван с фронта для прохождения дальнейшей службы на подводных лодках Балтийского флота.
В 1951—1955 годах прошёл обучение в Военно-морской академии кораблестроения и вооружения им. Академика А. Н. Крылова (кораблестроительный факультет) и после её окончания (с отличием) был назначен в 1 ЦНИИ ВМФ (ныне — 1 ЦНИИ Минобороны России), в отдел наблюдения (научно-технического сопровождения по линии ВМФ) за проектированием подводных лодок в конструкторских бюро (КБ) судостроительной промышленности. С учётом первоначального высшего образования по электромеханической специальности и опыта службы на подводных лодках Васильев являлся инженером-кораблестроителем Военно-морского флота высшей квалификации по специальности «военное кораблестроение подводных лодок».
В период с 1955 по 1958 годы Борис Фёдорович являлся Главным наблюдающим ВМФ по проектам первых в мире подводных лодок с баллистическими ракетами: опытно-боевой ПЛ проекта В 611 (совместно с А. Н. Донченко) и боевых ПЛ проектов АВ 611 (построено 5 единиц, вошли в состав ВМФ в 1957—1958 годах) и проекта 629 (построено 22 единицы, 1959—1962 годы).
Воинское звание инженер-капитан 1 ранга было присвоено Б. Ф. Васильеву в мае 1957 года. На действительной военной службе находился до декабря 1973 года, в период 1955—1973 годов — в 1 ЦНИИ ВМФ. После перехода в запас (по достижению установленного предельного возраста) продолжал работать в институте до 1990 года в качестве гражданского сотрудника.

## Награды
- орден Красного Знамени
- орден Трудового Красного Знамени
- 4 ордена Красной Звезды
- медали
- нагрудный знаком «За дальний поход»
- благодарности
- именные часы от Главкома ВМФ
- В 1976 году его имя было занесено в Книгу Почета 1 ЦНИИ ВМФ.